# Лебедев, Дмитрий Петрович (партийный деятель)
Дмитрий Петрович Лебедев — советский хозяйственный, государственный и политический деятель.

## Биография
Родился в 1901 году в деревне Баринцево. Член КПСС.
Участник Гражданской войны.
В 1940—1946 — председатель исполнительного комитета Бауманского Совета депутатов трудящихся города Москвы.
В 1946—1950 — председатель исполнительного комитета Дзержинского Совета депутатов трудящихся города Москвы.
В 1950—1953 — первый секретарь Дзержинского районного комитета КПСС города Москвы.
В 1953—1958 — заместитель председателя исполнительного комитета Московского городского Совета депутатов трудящихся.
В 1958—1964 — заведующий отделом нежилых помещений исполнительного комитета Московского городского Совета депутатов трудящихся.
Делегат XIX съезда КПСС.
Умер в 1968 году в Москве.

## Награды
- Орден Ленина (07.09.1947)
- Орден Трудового Красного Знамени (дважды, в том числе 01.02.1957)